# Bessatsu Shōnen Sunday
Bessatsu Shōnen Sunday (別冊少年サンデー?, Bessatsu Shōnen Sandē) era una rivista giapponese di manga shōnen della Shogakukan.

## Serie pubblicate
In ordine alfabetico:
- 4000 Man En Film, Osamu Kishimoto
- Hana to Hi to Matsuri, di Shōtarō Ishinomori
- Jigokubin 3-gōsha, Takeshi Koshiro
- Kappa no Sanpei, di Shigeru Mizuki
- Kuranashi Inu, di Kazuyoshi Torii
- Michikusa, di Akio Chiba
- Mutant Sub, di Shotaro Ishinomori
- Onboro Bakugekitai, Hiroshi Sasagawa
- Ore wa Tetsuo-kun, Daisuke Tango
- Ōsenshū Monogatari, Yutaka Yoshida
- Osomatsu-kun, di Fujio Akatsuka
- Taishita Hacchan, Katsumi Masuko
- Taizan Daizōno 10-ban Dasha, di Hiroshi Kaizuka
- Tsurugi Kengō no Suke, Hisashi Sekiya
- Umi no Ōji, di Fujiko Fujio